# Soechariki
De Soechariki (Russisch: Сухарики) is een ongeveer 88 kilometer lange rivier op het Russische schiereiland Kamtsjatka.
De rivier ontspringt op de oostelijke hellingen van het Centraal Gebergte en stroomt naar het zuidoosten. De rivier stroomt uit in de rivier de Kozyrevka aan linkerzijde op 154 kilometer van de monding daarvan in de Kamtsjatkarivier.
Het stroomgebied van de rivier omvat 747 km².